# Enheduana
Enheduana (23. vek p.n.e. , Ur, Mesopotamija) bila je drevna sumerska pesnikinja koja se smatra prvim književnim autorom u istoriji. Ona se takođe navodi i kao prvi autor koji je potpisao svoje delo.

## Život i delo
Enheduana je drevna sumerska pesnikinja koja je živela sredinom 23. veka godine p.n.e. Enheduana je jedinstvena u čitavoj ljudskoj istoriji - ona je prvi književni autor kojeg poznajemo po imenu. Iako postoje mnoge pesme i priče koje su napisane pre njenog života, Enheduana je bila prva osoba koja se potpisala na svoje delo. Njen tekst "Isparavanje Inane" bio je toliko značajan da je vekovima uticao na pisanje himni (antička književna forma odavanja počasti bogu ili značajnoj osobi).
Enheduana je bila akadijska princeza, pesnikinja, sveštenica, ratnik, vladar, astronom. Bila je najvažnija verska figura svoga doba. Njeno ime je sastavljeno od reči “En” (vrhovna sveštenica), “hedu” (ukras) i “ana” (nebesa). Poznato je i kako je sebe nazivala otelotvorenjem boginje Ningal, odnosno zemaljskom suprugom mesečevog boga Nane.
Enheduana je bila ćerka Sargona Velikog, vladara svih Vavilonaca toga doba. Majka joj je bila sveštenica Sumarain. Njeno ima je jedno od najstarijih koje se pominje u istoriji. Kopije njenuh radova pravljene su nekoliko stotina godina nakon njene smrti i čuvaju se u muzejima pored carskih tekstova što ukazuje na njihove visoke vrednosti. Enheduana je bila mistična i herojska ličnost…mudra žena i moćna sveštenica…prava feministkinja.
Osim kao najstariji književni autor u istoriji, Enheduana je poznata po brojnim umetnički vrednim himnama, naročito onima napisanim u čast boginje Inani, koje su ujedno i najstariji pisani opis božanstva. Kroz slavljenje svog ličnog odnosa s Inanom, Enheduana je dala najstariji sačuvani trag svesti pojedinca o svom unutrašnjem životu. Njen najvažniji zadatak tokom života bio je da pomiri bogove Sumera i Akađana, nakon što je Sargon osvojio veoma važan grad Ur. Ona ne samo da je uspela to da izvrši, već je i postavila standarde za poeziju i formu molitve koja će duboko uticati na Bibliju i homerske himne, pa samim tim i na čitav tok svetske književnosti.

## Spoljašnje veze
- Newsweek
- Suzana Miljković BLOG
- Animirani film o Enheduani
- SVET TAJNI